# HK XM29
Die HK XM29 ist eine im Rahmen des Small Arms Master Plan (SAMP) von Heckler & Koch, ATK und Brashear LP entwickelte Handfeuerwaffe, die die zukünftige Ordonnanzwaffe der US Army hätte werden sollen. Da das Waffensystem im Small Arms Master Plan als Objective Individual Combat Weapon (OICW) (dt.: „Zielsetzung persönliche Gefechtswaffe“) bezeichnet wird, wird die XM29 als Resultat des OICW-Programms üblicherweise auch als OICW bezeichnet. Die Entwicklung des HK XM29 wurde in drei Teilprojekte aufgespalten, die im Laufe der Jahre alle eingestellt wurden, zuletzt das XM25 CDTE.

## Geschichte
Bereits Ende der 1980er Jahre kamen die US-Streitkräfte zu dem Schluss, dass die Entwicklung von Schusswaffen mit herkömmlichen Projektilen, die ihre Energie aus der Masse und der Geschwindigkeit des Geschosses beziehen, ihren Zenit erreicht hatte. Das neue Konzept sollte daher als Hauptkampfmittel auf luftzündenden Granaten basieren, deren Effektivität aus der Explosion und der Splitterwirkung des Geschosses resultiert, und deren Kampfkraft somit nicht mit der Entfernung abnimmt. Außerdem eröffnen sich dadurch weitere Möglichkeiten, etwa die Bekämpfung von Gegnern hinter Deckungen oder in Gebäuden. Es wurde eine Kampfentfernung von 1000 m gefordert, daneben komplette Nachtkampffähigkeit, geringes Gewicht, gute Ergonomie und die Verwendung modernster Computertechnik und kabelloser Datenübertragung sowie die Möglichkeit, sowohl Granaten als auch herkömmliche Munition verschießen zu können.
Phase 1 der Studie begann im Dezember 1994. Dabei sollte ein Advanced Technology Demonstrator (ATD) gebaut werden, um die Realisierbarkeit eines solchen Waffenkonzeptes zu prüfen. Die Waffe, damals noch als Selectable Assault Battle Rifle (SABR) bezeichnet, sollte in das Land-Warrior-System integriert werden. Mit der Realisierung wurden zwei Firmenkonsortien beauftragt, welche jeweils 95 Mio. US-Dollar und 48 Monate Zeit bekamen, ihre Konzepte zu verwirklichen. In der Phase 2 begann das detaillierte System-Design und die Demonstration von Subsystemen, sie wurde im Februar 1996 mit der Demonstration kritischer Technologien bei Munition, Feuerleitung und der Waffe selbst abgeschlossen. Hier kristallisierten sich schon die unterschiedlichen Ansätze der beiden Firmengruppen heraus. In Phase 3, die zwischen Januar 1997 und 1998 stattfand, wurden beide Konzepte getestet. Beide Waffen demonstrierten die Fähigkeit Ziele in bis zu 1000 Metern Entfernung zu bekämpfen. Die Lösungsansätze der beteiligten Firmenkonsortien waren:
- ATK/HK/Brashear LP: Ihre Waffe war größer und sperrig, da sie ursprünglich beide Läufe nebeneinander setzte und auf eine Bullpup-Bauweise verzichtete. Der kinetische Part hatte ein Stangenmagazin vor dem Abzug, die 20-mm-Granaten wurden aus einer Revolvertrommel daneben abgefeuert. Der Ballistikcomputer der Waffe verfügte über ein integriertes Wärmebildgerät mit steuerbarem Laser, die intelligente Bildverarbeitung markierte die Ziele. Die Granaten mit Zylinderhülsen besaßen eine Zündeinheit in der Mitte, und zwei kleine Gefechtsköpfe aus Stahl vorne und hinten.

- AAI/FN/Raytheon: Ihre Waffe war kleiner und kompakter und mit 5,45 kg Leergewicht vergleichsweise leicht. Der kinetische Part, ein M4, und die Granatwaffe steckten in einem Gehäuse, wobei die Granatwaffe als Bullpup über und hinter dem Sturmgewehr angebracht war. Der Ballistikcomputer der Waffe verfügte für den Nachtkampf nicht über ein integriertes Wärmebildgerät – dieses musste separat aufgesetzt werden – aber ebenfalls über einen steuerbaren Laser, die intelligente Bildverarbeitung markierte die Ziele. Die 20-mm-Granaten wurden durch ein Hochdruck-Niederdrucksystem angetrieben, und aus einem Rückstoßlader verschossen. Die Zündeinheit war im Heck der Granate untergebracht, der vordere Gefechtskopf bestand aus einer Wolframlegierung.[5]

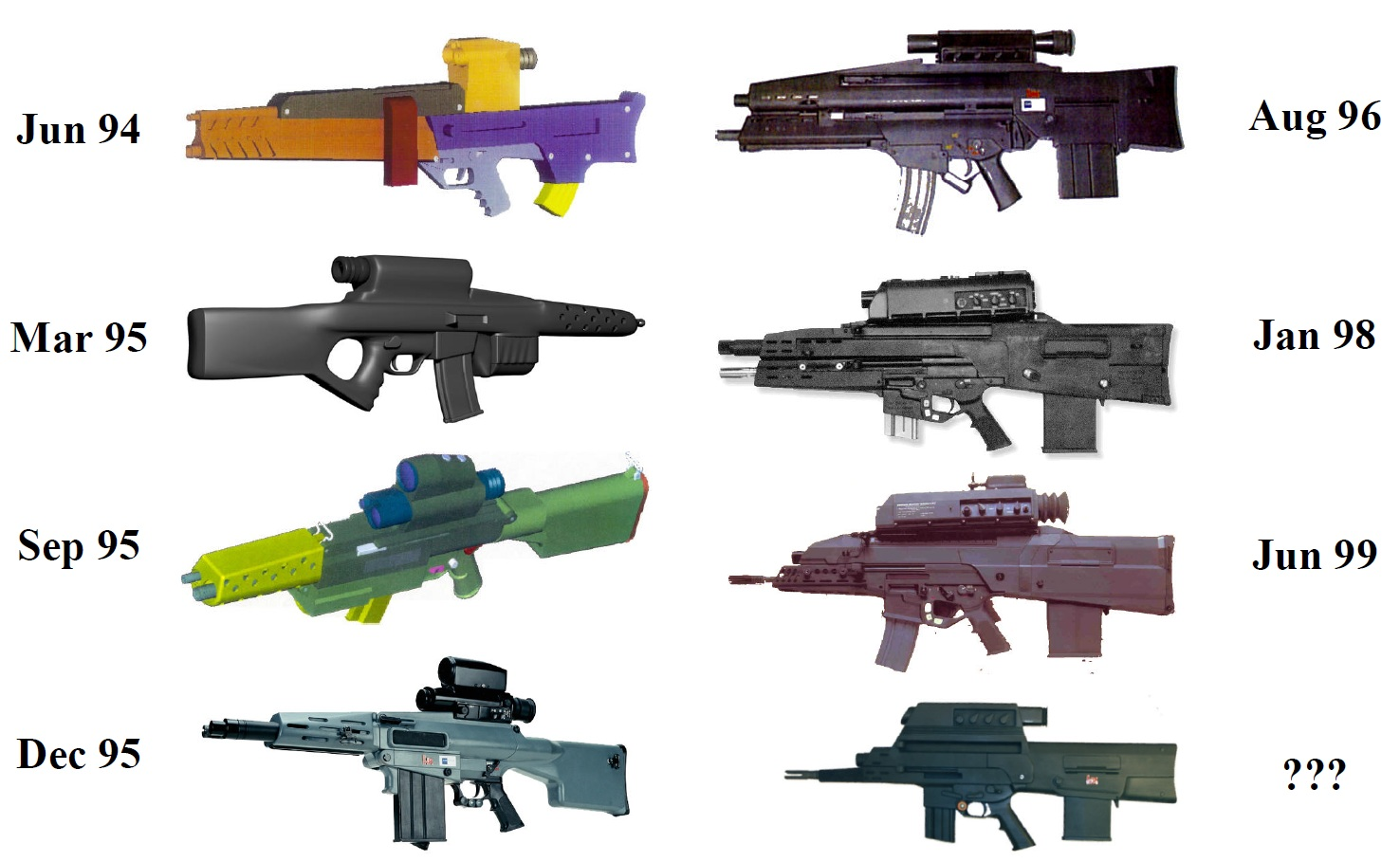
Entwicklungsschema der HK XM29

Beide Hersteller, HK und FN, traten zur etwa gleichen Zeit auch um den Auftrag für eine Objective Personal Defence Weapon (OPDW) gegeneinander an. Das Joint Service Small Arms Programm entschied sich im April 1998 für den Entwurf von Heckler & Koch, Brashear und ATK, zum einen wegen der höheren Leistungsfähigkeit in Bezug auf Reichweite und Präzision, zum anderen weil der Entwurf über ein integriertes Wärmebildgerät verfügte. ATK erhielt für den Bau von sieben Prototypen und 4700 Schuss 20-mm-Munition 8,5 Millionen Dollar, um die Phase 4 und 5 des Projektes zu erreichen. Am 4. August 2000 erhielt die Firmengruppe weitere 6,946 Mio. US-Dollar, um mit der Vorserienproduktion zu beginnen. Die nun als XM29 bezeichnete Waffe wurde 2002 in der amerikanischen Infanterieschule in Fort Benning gezeigt.
Die Waffe hatte sich bis dahin stark verändert und war dem Modell von FN, Raytheon und AAI sehr ähnlich geworden. Das ursprüngliche Konzept, ein Trommelmagazin für die Granatwaffe zu verwenden, wurde Ende 1995 fallen gelassen, obwohl auch ein schussfertiges Modell mit Trommelmagazin gefertigt wurde. Nach dem Gewinn der Ausschreibung Anfang 1998 stand eine Gewichtsreduzierung im Vordergrund, wobei der Ballistikcomputer abspecken musste, und die Läufe von Sturmgewehr und Granatwaffe gekürzt wurden.
Da letztlich das Zielgewicht von maximal 6,35 kg für eine geladene Waffe nicht erreicht werden konnte, und der Bedarfsträger Zweifel an der Effektivität der XM1018-Granate anmeldete, wurde das OICW-Programm 2004 in drei Teile aufgeteilt. OICW Increment I sollte ein modernes Sturmgewehr in die Truppe einführen (HK XM8), und OICW Increment II sollte einen Airburst-Granatwerfer hervorbringen (HK XM25). Die Zusammenführung beider Komponenten sollte dann als OICW Increment III erfolgen, welche perspektivisch als Integrated Air Burst Weapon bezeichnet wird. In der zukünftigen Finanzplanung taucht das integrierte System jedoch nicht mehr auf.

## Technik

### Ballistikcomputer

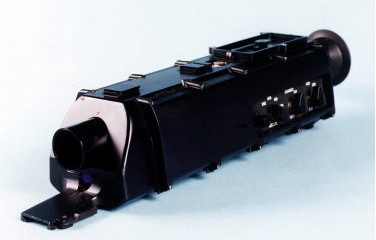
TA/FCS mit den vier Drehschaltern

Der Ballistikcomputer, welcher nur als Target Acquisition / Fire Control System (TA/FCS) bezeichnet wurde und keine XM-Nummer erhielt, war die mit Abstand teuerste Komponente des Systems. Die Zieleinrichtung, die sowohl für die 20-mm-Granaten als auch den kinetischen Part weltweit einzigartig ist, ist mit einem leistungsfähigen Computerprozessor ausgestattet. Das von Contraves Brashear Systems (heute L-3 Communications) hergestellte System besitzt die Fähigkeit bewegte und unbewegte Ziele bei Tag und Nacht zu erkennen. Die integrierte Video- und Infrarotkamera sieht bewegte Ziele und markiert diese mit einem Rechteck, das sich mit dem Ziel bewegt. Wenn das Ziel anhält, sich hinlegt oder verschwindet, zum Beispiel hinter einem Hindernis, bleibt das Rechteck auf der zuletzt bekannten Position stehen.
Es gibt verschiedene durchschaltbare Sichtmodi des Feuerleitcomputers, die dem Soldaten einen Rotpunkt variabler Helligkeit als Absehen bieten. Dieser Punkt ist gleichzeitig der normale Zielpunkt des eingebauten Laserentfernungsmessers. Tagsüber werden die Ziele über ein 3-fach optisches Zielfernrohr mit 11° Sichtwinkel erfasst (DAY). Als „fail safe“ Modus steht dieses Sichtfeld ebenfalls zur Verfügung wenn die Batterie leer ist, allerdings ohne Ballistikberechnung und Zielerkennung (OFF). Der Nachtsichtkanal (NIGHT) besitzt alle Möglichkeiten der Tagsicht, stellt aber ein Infrarotbild im Frequenzbereich von 8–14 µm zur Verfügung, um die Wärmestrahlung von Menschen oder anderen Objekten sichtbar zu machen. Der Ausgang des Videosignals des Feuerleitcomputers kann auch in das Helmdisplay des Soldaten eingeblendet werden (TV). Dies erlaubt dem Schützen das Gewehr über (oder neben) eine Deckung zu halten, zu zielen und zu schießen ohne dabei selbst getroffen zu werden. Der MAG-Modus aktiviert eine interne CCD-Kamera mit 2-fachem Pixelzoom, um die effektive Vergrößerung auf 6-fach zu erhöhen. Vier Drehschalter, die an der linken Seite des Ballistikcomputers eingebaut sind, ermöglichen es, die Optionen der Waffe zu verändern. Von vorne nach hinten:
- Channel (Sichtkanal): OFF, DAY, TV, NIGHT
- FUZE (Granatzünder): BURSTING, PD, PDD, WINDOW
- MAG (elektronische 2-fach Vergrößerung): OFF, ON
- Helligkeit der Rotpunktes: BRIGHT, DIM

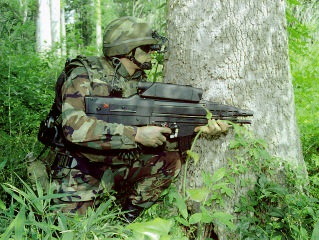
Zielen mit Videovisier um Baum

Zur Errechnung einer Feuerleitlösung wird die Entfernung zum Ziel mit einem Laserentfernungsmesser bestimmt, dessen Strahl vom Computer geschwenkt werden kann. Dabei handelt es sich um einen Erbiumlaser mit einem sehr dünnem Strahl, der in einem Millisekunden-Puls ausgesendet wird. Dazu wird der Rotpunkt in der Mitte des Visiers auf das Ziel gerichtet und die gelbe LEM-Taste vor dem Abzugsschacht mit dem gestreckten Abzugsfinger gedrückt. Um das Wackeln des Schützen zu kompensieren, wird der Laser von TA/FCS exakt auf das entdeckte Ziel geschwenkt, und mehrere Laserpulse ausgesendet. Ein Algorithmus schätzt dann auf Basis einer Modalanalyse die wahre Entfernung zum Ziel. Ein weiterer Algorithmus berechnet und korrigiert mit Hilfe der Entfernung des Ziels, dem Elevations- und Verkantungswinkel der Waffe, der Lufttemperatur und Luftfeuchtigkeit, dem Detonationsmodus und der Flugbahn der Granaten den Vorhaltepunkt in weniger als 100 Millisekunden. Nach erfolgter Kalkulation wandert der Vorhaltepunkt automatisch in die korrekte Position auf dem Display, um, wenn er vom Schützen auf das anvisierte Ziel gerichtet wird, eine hohe Trefferquote beim ersten Schuss zu garantieren. Der Laser bleibt automatisch auf das Ziel gerichtet und die Entfernung wird permanent gemessen, selbst wenn sich das Ziel oder der Schütze bewegt. Der kompensierte Zielpunkt wird in Echtzeit errechnet und eingeblendet. Es können bis zu vier Ziele gleichzeitig vom System verfolgt werden, aber nur von jeweils einem die Entfernung gemessen werden. Wenn der Abzug betätigt wird überträgt das TA/FCS die notwendigen Informationen an die 20-mm-Granaten.
Der Benutzer kann die Informationen, die er dem Zielcomputer gibt und von ihm bekommt, mit Tasten und Schaltern für seine Wünsche anpassen. Drei Tasten für den Zeigefinger befinden sich zwischen Magazinschacht und Abzug. Die Oberste, gelbe aktiviert den Laserentfernungsmesser, darunter befindet sich eine „+“ und darunter eine „-“ Taste. Diese beiden Tasten ermöglichen es dem Schützen die vom Laserentfernungsmesser gemessene Entfernung in 1-Meter-Schritten zu verändern oder im „Menu“ Einstellungen zu verändern. Die „Menu“ Taste befindet sich am hinteren Ende des Zielcomputers, links unten neben dem Okular des Schützen, um das Computermenü aufzurufen und persönliche Einstellungen vorzunehmen:
- TRACKER: Jedes mögliche Ziel kann im Absehen mit einem eingeblendeten Rechteck versehen werden
- RANGE DISPLAY: Entfernungsdaten werden mit oder ohne manuelle Veränderung im Absehen angezeigt
- COMPASS DATA: Kompassdaten (Süd = 180) werden im Absehen ein- oder ausgeblendet
- AMMO SELECT: Munitionswahl (TP; HEAB; HEDP)

Zusätzliche Fähigkeiten beinhalten Selbstdiagnose, Einschießen und Kompasskalibrierung. Das Critical Design Review wurde Mitte 2003 abgeschlossen. Der ungekühlte Infrarotsensor mit einem Pixelpitch von 25 µm und die anderen Bauteile konnten zu einem hochintegrierten Paket zusammengefasst werden, das sowohl die Gewichts- als auch die Laufzeitvorgaben erreichen konnte. Das Systemgewicht inklusive Lithium-Ionen-Akkumulator konnte von ungefähr 2 kg auf 1,2 kg reduziert werden. Die Laufzeit mit einer Akkuladung betrug über 15 Stunden. Zusätzlich konnte die Reichweite des Laserentfernungsmessers auf das Doppelte der Vorgabe vergrößert werden, auf etwa 2000 m.

### Kinetischer Teil

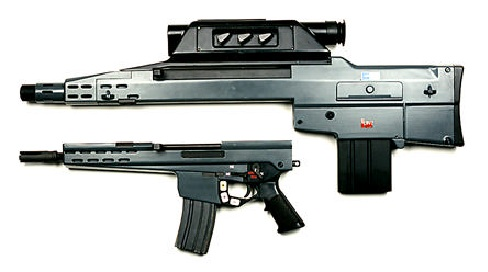
XM29 mit abgetrenntem KE-Part, das TA/FCS hat hier nur drei Drehschalter

Die Nahkampfwaffe bildet ein unter der Granatwaffe montiertes, vom G36K abgeleitetes, kompaktes Sturmgewehr mit einer Lauflänge von 240 mm und einem 30-Schuss-Magazin für 5,56 × 45 mm NATO-Munition. Sie wird als „kinetische Gruppe“ bezeichnet, da sie herkömmliche Munition verschießt und somit die Wirkung des Geschosses allein auf dessen kinetischer Energie (KE) beruht. Es handelt sich hier um einen Gasdrucklader mit Drehkopfverschluss mit sechs Verriegelungswarzen, der wie folgt arbeitet:
Nach der Schussabgabe werden die Verbrennungsgase durch eine Bohrung im vorderen Mittel des Laufes in die Gasabnahme auf den Gaskolben geleitet. Der Gaskolben ist mit einer Antriebsstange verbunden, welche einen Antriebsimpuls auf den Verschlussträger überträgt. Daraufhin bewegt sich der Verschlussträger nach hinten und drückt über seine Steuerkurve den Steuerbolzen des Verschlusskopfes nach unten. Dadurch wird der Verschlusskopf gezwungen, eine kleine Drehung auszuführen, so dass die Verriegelungswarzen frei werden und der Verschluss entriegelt. Der Verschluss läuft weiter nach hinten und zieht die leere Patronenhülse mittels des Ausziehers aus dem Patronenlager des Laufes. Die Patronenhülse wird vom Auswerfer schließlich nach rechts ausgeworfen. Der weiter zurücklaufende Verschluss spannt die Schließfeder und drückt den Schlaghahn nach unten in dessen Raststellung. Nachdem die restliche Rücklaufenergie des Verschlusses vom Verschlusspuffer am Ende des Rücklaufweges aufgezehrt wurde, erfolgt die Bewegungsumkehr. Die Schließfeder drückt den Verschlussträger wieder in die Ausgangsstellung, wobei durch den Vorlauf eine neue Patrone aus dem Magazin in das Patronenlager geführt wird. Der Verschlussträger dreht dabei den Verschlusskopf über dessen Steuerbolzen wieder in die Verriegelungsposition.
Oberhalb des Griffstücks befinden sich ein Knopf und zwei Drehschalter. Der vordere Knopf dient zum Lösen des Magazins, und der mittlere Drehschalter zum Wechsel zwischen HE und KE. Der hinterste Drehschalter ermöglicht dem Schützen die Wahl des Feuermodus: Für den KE-Part stehen lediglich zwei Feuermodi zur Verfügung: Sicher, Einzel- und Zwei-Schuss-Feuerstoß. Das Kompaktsturmgewehr kann bei einem Totalausfall der Zieleinrichtung vollkommen getrennt von den übrigen Modulen zur Selbstverteidigung verwendet werden. Allerdings besitzt es dann keine Visiereinrichtung mehr, so dass dies nur als Notlösung gedacht ist. Die kinetische Gruppe wird von vorne unter der Granatwaffe eingeschoben, und mit einem Bolzen fixiert.

### Granatwaffe

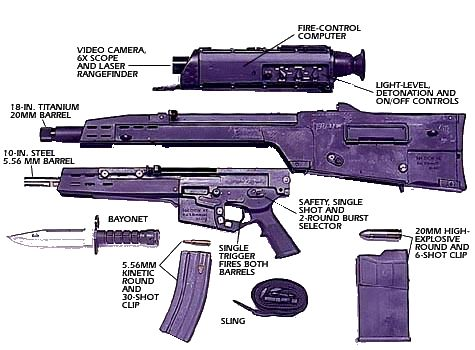
Granatwaffe mit Mündungsmutter

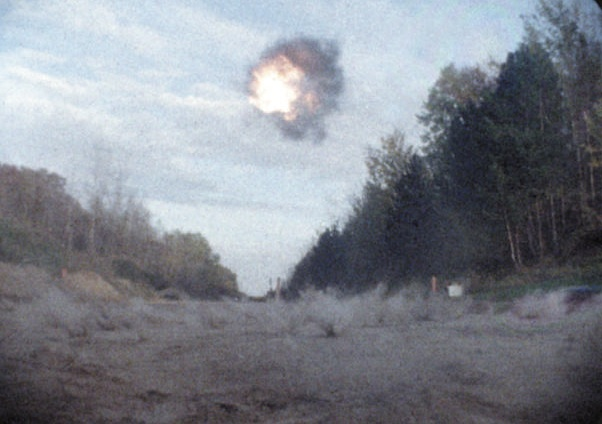
Luftzündung im Bursting-Modus

Als Hauptwaffe werden halbautomatisch verschossene 20×28-mm-Granaten eingesetzt, die aus einem 364 mm langen Titanlauf verschossen werden. Das System ist ein Gasdrucklader mit Drehkopfverschluss, bei dem die Gasentnahme direkt an der Mündung stattfindet, welche sich im Inneren der Waffe befindet. Das Gas wird dort in radialer Richtung durch eine perforierte Hülse gedrückt, deren Löcher angewinkelt sind. Dadurch bewegt sie sich ein kurzes Stück nach hinten und gibt einen Impuls an das Gasgestänge, das mit dem Verschlussträger verbunden ist, um den Verschlussträger zum Entriegeln nach hinten zu beschleunigen. Über dem Verschlusskopf befinden sich, als Teil der Verschlussträgers, zwei parallele Federn. Nachdem das System am hinteren Ende des Gehäuses angekommen ist und der Auswerfer die leere Hülse ausgeworfen hat, drücken die Federn den Verschlussträger und die perforierte Hülse nach vorne, dabei wird eine neue Granate aus dem Magazin in das Patronenlager geladen und der Verschluss verriegelt. Die von außen zu sehende “Mündung” ist nur der vordere Teil der Gasfalle, welche noch über ein eigenes kurzes Rohrstück nach der Laufmündung verfügt. Über eine Mutter an der “Mündung” kann der Abstand zwischen diesem Rohr und der Laufmündung eingestellt werden, um zu regeln, wie viel Gas durch den Schlitz zwischen Lauf und Rohr durch die perforierte Hülse strömt. Die Mutter wurde bei späteren Versionen aus Gewichtsgründen weggelassen.
Die Besonderheit dieser als XM1018 klassifizierten Granaten besteht darin, dass sich die Zündeinheit mit den Batterien und der Elektronik in der Mitte der Granate befindet. Vorne und hinten besitzt die Granate kleine Sprengköpfe, die je nach eingestelltem Explosionsmodus von der Elektronik gezündet werden. Wenn die Granate in der Luft explodieren soll, zählt die Elektronik die Rotationen, welche die Granate zum Erhalt ihrer Kreiselstabilisierung vollführt. Die Granate wird gezündet, wenn die notwendige Anzahl an Drehungen erfolgte, welche vor dem Abschuss durch das TA/FCS in die Granate programmiert wurde. Die Programmierung erfolgt berührungsfrei über Induktionsspulen. Es werden sechs Granaten in einem Magazin mitgeführt. Der im Bullpup-Design konstruierte Granatwerfer besitzt eine hohe Mündungsgeschwindigkeit von 240 m/s, was in einer flachen Flugbahn der Granaten und einer Reichweite von bis zu 1000 m resultiert. Wenn die Granaten nach dem Abschuss innerhalb von 50 m auf ein Hindernis treffen, verhindert eine eingebaute Sperre die Detonation zum Schutze des Schützen. Wurde die Granate nach dem Schuss nicht zerstört, weil beispielsweise im Bursting-Modus die programmierte Distanz nicht erreicht werden konnte (z. B. Mauer im Weg), zerstört diese sich nach einer Weile selbst. Die 20×28-mm-Granaten können auf vier verschiedene Explosionsmodi programmiert werden, welche mit dem FUZE-Drehschalter am Ballistikcomputer ausgewählt werden können:
- Bursting: Explodieren in der Luft beim Ziel etwa 1,75 m über dem Boden.
- Point Detonation (PD): Explodieren beim Auftreffen auf ein Ziel.
- Point Detonation Delayed (PDD): Durchschlagen eines dünnen Hindernisses und Explosion 2–3 m dahinter.
- Window (WIN): Explodieren in der Luft 2–3 m hinter der gelaserten Entfernung.

Neben den bereits entwickelten und teuren HEAB-Granaten („High Explosive Air Bursting“, dt.: hochexplosiv, in der Luft explodierend) wurde über die Entwicklung einer weiteren Granaten-Variante HEDP („High Explosive Dual Purpose“, dt.: hochexplosiv, Mehrzweck) nachgedacht, die billiger sein sollte und gegen leicht gepanzerte Ziele im „Point-Detonation“-Modus gedacht war. Zusätzlich wurden Mittel für die Entwicklung von nicht-tödlichen Granatvarianten ausgegeben. Die Granatwaffe kann bei Ausfall der Zieleinrichtung weiterhin im „Point Detonation“-Modus eingesetzt werden, allerdings ohne Ballistikberechnung.

## Einbettung

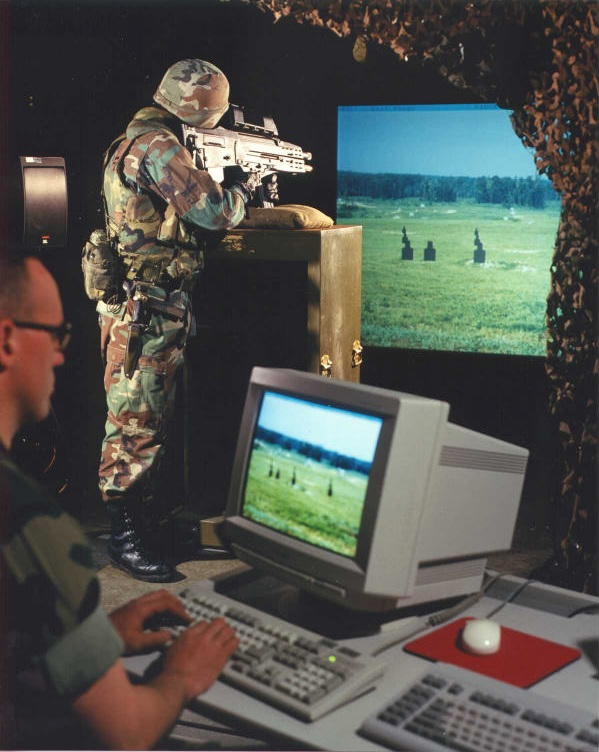
Kampfsimulator mit Prototyp

### Übungen
Das Training der OICW-Schützen sollte mit elektronischen Simulatoren, computergenerierten Kampfszenarien und Gewehrattrappen mit Rückstoß durchgeführt werden. Existierende Schießanlagen sollten bestmöglich mit einbezogen werden, um die Kosten zu reduzieren. Beide Firmenkonsortien wählten dafür die Omega Training Group (OTGI) aus. Das Trainings- und Qualifikationschema sollte wie folgt aussehen:
Nach einer Instruktion im Klassenzimmer (Theorie und Zerlegen) sollten die Soldaten Hand an die Waffe legen, und sich mit ihr vertraut machen. Danach war ein Trainingsschießen am Simulator vorgesehen, gefolgt von einem Qualifikationschießen am Simulator. Wenn die Qualifikation nicht erreicht wurde, hätte der Schütze erneut ein Trainingsschießen absolvieren müssen. Nach bestandener Simulatorqualifikation wäre der Soldat auf die Schießbahn gewechselt, wo nur Übungsgranaten (TP) verschossen worden wären. Hier sollte zuerst tagsüber ein Übungs- und Qualifikationschießen absolviert werden müssen, dann nachts. Bei nicht-bestehen einer der Übungs- oder Qualifikationseinheiten wäre der Schütze an den Simulator zurückgekehrt. Wurde auch das Nachtschießen erfolgreich gemeistert, hätte sich der Soldat für eine Combined Arms Live Fire Exercise (CALFEX) mit dem XM29 qualifiziert, und dürfte scharfe Granaten verschießen.

### In der Truppe
2001 war vorgesehen, dass ein Fireteam von vier Soldaten zwei OICW mit sich führt. Der Fire Team Leader und der Rifleman wären dann zu XM29-Schützen geworden, die Bewaffnung des Automatic Rifleman (M249) und des Grenadiers (M16+M203) hätten sich nicht geändert. Der Squadleader wäre ebenfalls unverändert mit einem M16 ausgerüstet gewesen, wobei dieser je nach Situation verschiedene Aufsätze und Visiere auswählen kann.
Das HK XM29 sollte in das Land-Warrior-System eingebunden werden, welches den amerikanischen Teil der NATO Soldier Modernization darstellt. Die Waffe hätte durch die Verkabelung mit dem Kampfanzug das Videobild des TV-Modus in das kleine, vor das Auge klappbare Display übertragen können, um Ziele aus der Deckung heraus bekämpfen zu können. Durch die Verkabelung mit dem Kampfanzug hätte das XM29 auch auf die Energieversorgung des Land Warrior zugreifen können, was dem TA/FCS einen mindestens siebenstündigen Einsatz ermöglicht hätte, falls der waffeneigene Akku am Ende wäre. Die Zahlen beziehen sich auf das Land-Warrior-System von 2001, mit der damaligen Energieversorgung.